# Eluma caelata
Eluma caelata là một loài chân đều trong họ Armadillidiidae. Loài này được Miers miêu tả khoa học năm 1877.